# Snake shot

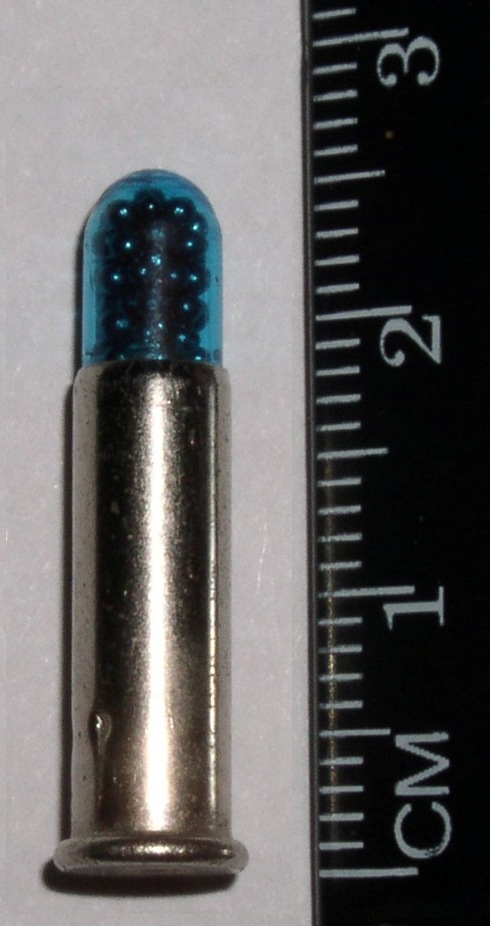
Um rat shot em .22LR da CCI com bagos nº 12.

Snake shot (ou rat shot ou dust shot) refere-se a  cartuchos de pistolas e rifles carregados com pequenos "bagos" de chumbo (ou outro metal). O snake shot é geralmente usado para controle de pragas, em geral roedores, aves, pequenos animais selvagens e cobras (daí o nome "snake shot"), a distâncias muito curtas. O cartucho de snake shot mais comum é o .22 Long Rifle carregado com bagos nº 12 (1,27 mm de diâmetro). Disparados de um rifle padrão, eles podem produzir padrões eficazes apenas a uma distância de cerca de 3 metros (10 pés), mas em uma espingarda com cano de alma lisa (ou arma de jardim) o alcance útil pode se estender até 15 metros (50 pés).[carece de fontes?]